# Чудановица (Караш-Северин)
Чудановица (рум. Ciudanoviţa) насеље је у Румунији у округу Караш-Северин у општини Чудановица. Општина се налази на надморској висини од 421 m.

## Прошлост
Аустријски царски ревизор Ерлер је 1774. године констатовао да место "Чудановић" припада Ракаждијском округу, Новопаланачког дистрикта. Становништво је било претежно влашко.
Током 19. века место је било спахилук српске породице Петровић "от Чудановца". Господар Александар Петровић "От Чудановице" је 1833. године купио претплатом Видаковићеву књигу. Петровић живи у Оравици, одакле управља својим имањем.

## Становништво
Према подацима из 2002. године у насељу је живело 777 становника.

### Попис2002.
| Расподела становништва по националности 2002.‍ | Расподела становништва по националности 2002.‍ | Расподела становништва по националности 2002.‍ | Расподела становништва по националности 2002.‍ | Расподела становништва по националности 2002.‍ |
| --------------------------------------------- | --------------------------------------------- | --------------------------------------------- | --------------------------------------------- | --------------------------------------------- |
|                                               |                                               |                                               |                                               |                                               |
| Румуни                                        | Румуни                                        |                                               | 744                                           | 96,5%                                         |
| Мађари                                        | Мађари                                        |                                               | 8                                             | 1,0%                                          |
| Роми                                          | Роми                                          |                                               | 19                                            | 2,5%                                          |

### Хронологија
| Година       | 1992 | 1993 | 1994 | 1995 | 1996 | 1997 | 1998 | 1999 | 2000 | 2001 | 2002 | 2003 | 2004 | 2005 | 2006 | 2007 | 2008 | 2009 | 2010 | 2011 | 2012 | 2013 | 2014 | 2015 | 2016 | 2017 |
| ------------ | ---- | ---- | ---- | ---- | ---- | ---- | ---- | ---- | ---- | ---- | ---- | ---- | ---- | ---- | ---- | ---- | ---- | ---- | ---- | ---- | ---- | ---- | ---- | ---- | ---- | ---- |
| Становништво | 1113 | 1059 | 1047 | 1030 | 1026 | 1004 | 959  | 929  | 913  | 888  | 881  | 853  | 846  | 827  | 816  | 782  | 771  | 771  | 765  | 748  | 739  | 714  | 698  | 686  | 662  | 646  |